# Société historique de la Côte-Nord
La Société historique de la Côte-Nord est un organisme sans but lucratif qui a pour mandat d'acquérir, de préserver et de diffuser les éléments d'histoire de la Côte-Nord.
Elle est régie par un conseil d’administration composé de onze bénévoles, emploie une directrice-archiviste et un secrétaire. L'organisme gère un Centre agréé d'archives privées depuis 1995 ainsi qu'un Club d'entraide en généalogie depuis 1993.

## Historique

### Débuts
La Société historique de la Côte-Nord  a été créée le 16 mai 1947. Son président-fondateur, Monseigneur René Bélanger est un grand historien et amant de littérature dans la région de Baie-Comeau. Il s'allie  aux messieurs T.B. Fraser, Paul Provencher et Bernard Vinet qui ne sont pas moins reconnus que Mgr René Bélanger dans la région. Paul Provencher en particulier est ce que plusieurs appellent « le dernier coureur des bois », connu pour son implication auprès des Innus et sa connaissance aigüe de la forêt et de la faune.

### Reconnaissance
Le 19 septembre 1962, elle devient un organisme légalement constitué en vertu de la troisième partie de la loi sur les compagnies du Québec. L’acquisition d’archives et d’objets témoins de la vie quotidienne des pionniers, habitants et entreprises de la région ainsi que leur préservation constituent un premier élément de son mandat ; leur diffusion en est le second.

### Musée
Lorsque Mgr René Bélanger fonde la Société historique de la Côte-Nord pour mettre fin, en particulier, à l’exode du patrimoine des nord-côtiers, les membres fondèrent un dépôt d’archives, une bibliothèque et un musée. La collection d’ethnohistoire qu’elle amassait, pièce par pièce, au fil des ans, va se développer plus rapidement. En 1969, s’ajoutera la collection d’ornithologie, déjà centenaire du Musée d’histoire naturelle de Betsiamites.
En 1975, le Ministère des Affaires culturelles du Québec via la direction des musées privés, accrédite le Musée de la Société historique de la Côte-Nord. Un an plus tard, soit en 1976, le Musée récupère l’ancienne cinémathèque du centre culturel pour la transformer en salle d’exposition afin de recevoir des expositions itinérantes et produire des artistes locaux. Le projet se concrétisa en 1977 avec l’inauguration officielle de la Salle Provencher. Le rôle du Musée commence alors à se diversifier. De conservation, il devient animateur du patrimoine tant ancien que contemporain.
Deux grands problèmes se posent alors, soit l’entreposage des collections versus des normes de conservation plus strictes et l’exposition des collections versus axes thématiques. Dans la foulée de ce débat, la Société historique demande la construction d’un musée régional à Baie-Comeau. En 1979, la Société historique opte pour la création d’une compagnie distincte qui prendra la relève pour la gestion du Musée. C’est ainsi que le Musée de Baie-Comeau voit le jour. L’assemblée de fondation aura lieu le 16 mars 1980.
La création du Musée de Baie-Comeau est bien accueillie dans le milieu. À l’automne de la même année, la Compagnie de papier QNS confirme, par écrit, son intention de donner son Musée forestier. La transaction sera complétée en 1983. Apparaît alors la notion de «musée hors murs». Le Musée de Baie-Comeau organise des expositions promotionnelles et éducatives qu’il fait circuler dans les écoles et les centres commerciaux. Il effectue une importante percée dans les maisons d’enseignement.
Parallèlement à toutes ces actions, il précise ses orientations qui reçoivent l’appui officiel de plusieurs groupes. Le dossier de construction d’un équipement muséologiques est relancé, mais sans succès apparent. L’urgence de relocaliser la collection forestière, l’amène à préciser ses concepts d’animation. Enfin, en 1984, il devient aussi propriétaire des collections d’ethnohistoire et d’ornithologie, qui appartenaient jusque-là, à la Société historique de la Côte-Nord. 

Enfin, l’absence d’équipement muséologique aura finalement raison du Musée de Baie-Comeau qui ne peut répondre aux normes du Ministère des Affaires Culturelles qui lui retire son accréditation. La Société historique de la Côte-Nord récupère les objets et l’aventure muséale se termine au début des années 1990.

### Années récentes

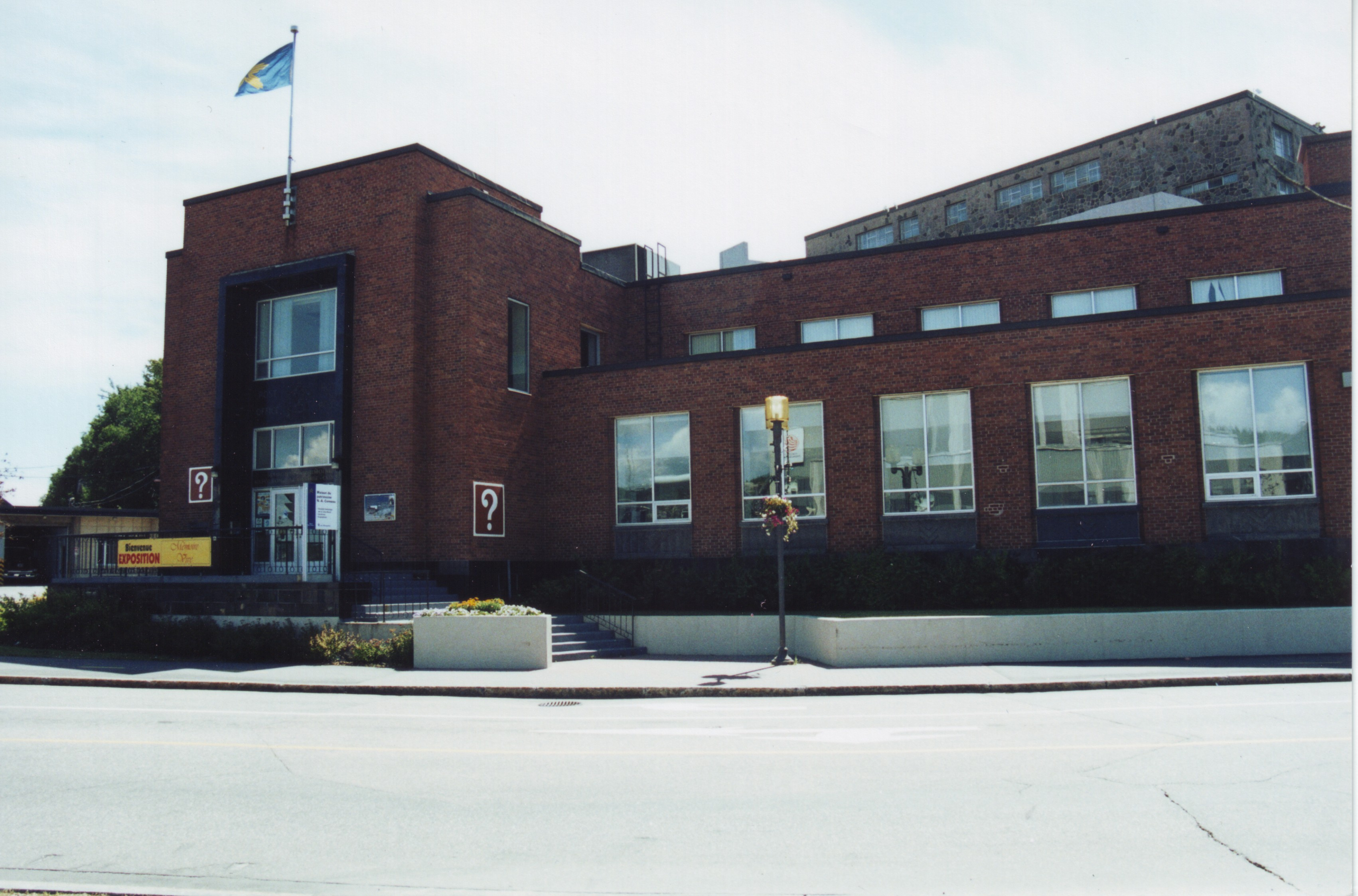
Maison du patrimoine Napoléon-Alexandre-Comeau
2, Place LaSalle, Baie-Comeau

La Société historique de la Côte-Nord est toujours active dans la région. Ses activités se concentrent surtout dans la MRC de Manicouagan, mais sa mission consiste encore à desservir la région entière. Après les années difficiles et quelques déménagements, la SHCN s'implante finalement à la Maison du patrimoine Napoléon-Alexandre-Comeau où elle partage les locaux avec l'Information touristique Manicouagan. Son partenariat avec la Ville de Baie-Comeau se scelle dans un contrat pour l'occupation des locaux, mais également pour l'octroi de subvention annuelle pour stabiliser les budgets de l'entreprise. En 1995, elle acquiert un statut particulier, c'est-à-dire un agrément, qui lui permet de recevoir des subventions afin de créer des expositions estivales et de supporter un personnel rémunéré à temps plein, ce qui permet de mieux desservir la clientèle de chercheurs et les citoyens.
Dans les années 2000, l'Information touristique Manicouagan quitte la Maison du patrimoine Napoléon-Alexandre-Comeau et c'est la Cour municipale qui prend sa place. La difficulté à attirer la population locale à ses expositions estivales devient problématique puisque les citoyens associent l'endroit au paiement de leur contravention. De plus, la salle d'exposition, qui était auparavant disponible à l'année, devient unique accessible durant l'été, au moment où la Cour municipale fait relâche. Il s'agit de l'un des défis les plus difficiles à surmonter, puisque, malgré des expositions originales chaque été, l'achalandage est réduit d'année en année.
Pour attirer plus de membres, les activités se sont étendues avec l'ajout d'une bibliothèque généalogique particulièrement bien garnie et de plusieurs services intéressants pour les amants de l'histoire et du patrimoine, mais aussi à la population en général. Depuis peu, l'accès à Internet est disponible ainsi que l'accès à peu de frais à des bases de données, nécessitant autrement un abonnement. Enfin, en 2009, elle devient un organisme de bienfaisance qui lui confère un statut privilégié parmi les organismes sans but lucratif.

## Le Conseil d'administration
La Société historique fonctionne par un conseil d'administration élu par les membres, ils sont au nombre de onze, (11). Chaque administrateur a un mandat de deux ans qui peut être renouvelé à l'Assemblée générale annuelle des membres. Il y a un président, un vice-président, un secrétaire et un trésorier, l'un des administrateurs représente la ville de Baie-Comeau et un autre, le Groupe de préservation des Vestiges subaquatiques de Manicouagan. Les autres n'ont pas de fonction particulière au sein de la Société historique de la Côte-Nord, mais leur apport est très important. Le conseil se réunit tout deuxième mardi de chaque mois, excepté en juillet et en août.
Les présidents  
| Noms                   | Années en fonction |                     |
| ---------------------- | ------------------ | ------------------- |
| René Bélanger          | 1947-1957          | Président-fondateur |
| T.B. Fraser            | 1956-1966          | Cofondateur         |
| Gérard Lefrançois      | 1967-1972          |                     |
| Charles-Édouard Lafond | 1973               |                     |
| Jean Chevalier         | 1974-1976          |                     |
| Raphaël Hovington      | 1977-1982          |                     |
| Simon Gagnon           | 1983               |                     |
| Pierre Frenette        | 1984-1989          |                     |
| Maryse Desjardins      | 1990-1991          | Première femme      |
| Napoléon Martin        | 1992               |                     |
| Pierre Frenette        | 1993-1997          |                     |
| André Thibeault        | 1998-2002          |                     |
| Pierre Frenette        | 2003-2011          |                     |
| Pierre Picard          | 2011-2012          | Intérim.            |
| Marc Champagne         | 2013-2016          |                     |
| Raphaël Hovington      | 2016-...           |                     |

## Publications

### Revue d'histoire de la Côte-Nord
La Revue d'histoire de la Côte-Nord est l'une des revues historiques du Québec les plus anciennes, elle a été fondée en 1984 et jamais n'a manqué le rendez-vous de ses lecteurs. Écrite en association avec la Société historique du Golfe de Sept-îles, elle traite de l'histoire de nord-côtière. D'abord en parution bi-annuelle, la revue se présente maintenant sous la forme d'un numéro double en parution à partir de juillet de chaque année. Les membres de la Société historique de la Côte-Nord reçoivent gratuitement leur numéro chaque année, les non-membres pourront en acheter à nos locaux, de même que la plupart des numéros précédents.

### Cahiers d'histoire[8]
Publiés en 1971 par La Société historique de la Côte-Nord et rédigé par l'abbé Jean Chevalier.
-Cahier d'histoire numéro 1 (mai 1971)
- La Côte-Nord en 1871
- Samuel Hearne, Explorator
- Mémoire du capitaine Edgar Jourdain (partie 1)

-Cahier d'histoire numéro 2 (décembre 1971)          
- Mémoire du capitaine Edgar Jourdain (partie 2)
- Charles Ahier, dessinateur

-Cahier d'histoire numéro 3 (mai 1972)
- Vingt-cinq ans déjà
- Hommage à un regretté disparu
- Elle illumine encore les nuits de Godbout
- Toponymie historique et actuelle de la Côte-Nord
- Charles Ahier (partie 2)
- Ugh ! Ugh ! Copy Cat buying (Wholesale)
- Michel Émond
- Mémoires du capitaine Edgar Jourdain (partie 3)
- Quelques anniversaires

-Cahier d'histoire numéro 4 (septembre 1977)
- Le père Arthur Gallant, eudiste (1896-1996)

### Collection «Sites et Villages nord-côtiers»[9]
- Godbout au tournant du siècle (1983) par Réjean Beaudin

- Un parc religieux à Baie-Comeau (1989) par: Anita Julien Paquet

- Le phare historique de Pointe-des-Monts et ses gardiens (1990) par Pierre Frenette

- Histoire de Forestville (1994) par Pierre Frenette et Jacques Ross

- Histoire des Escoumins (1996) par Pierre Frenette
- Ragueneau un coup de cœur; communauté et familles (2001) par Christine Desbiens et Pierre Frenette

- Chute-aux-Outardes (2007) par Pierre Frenette Avec la collaboration du Cercle des fermières de Chute-aux-Outardes, 2007
- Baie-Comeau au fil du temps 1937-2012  Par Collectif d’auteurs avec la collaboration du Comité des fêtes du 75e de la ville de Baie-Comeau, (2012)
- Baie-Comeau over the years 1937-2012  Par Collectif d’auteurs avec la collaboration du Comité des fêtes du 75e de la ville de Baie-Comeau, (2013)
- 80 ans d'histoire, Baie-Comeau 1937-2017 Par Catherine Pellerin et Raphaël Hovington (2017)

### Collection «Nord-Côtier, Nord-Côtière»[10]
- Variétés Par: Placide Vigneau (1842-1926) Chroniqueur de la Minganie. Présenté et compilé par Guy Côté et Pierre Frenette (1997)
- Garde Mailloux, infirmière de colonie de 1951 à 1986; Les Bergeronnes Par Claire-Andrée Frenette-Leclerc (2006)
- Les mémoires d'un pionnier de la Côte-Nord : quelques souvenirs (1905-1931) et Chronique du diocèse du golfe Saint-Laurent (1938-1956) Par Napoléon-Alexandre Labrie, retranscrit et annoté par Pierre Frenette (2003)
- Les mémoires d’une grand-mère. Par Marie-Berthe Tremblay (1995)

## Services
Les services sont offerts aux membres et à la population en général selon différents tarifs. Ces derniers sont disponibles sur site. L'avantage d'être membre est bien sûr de recevoir des tarifs préférentiels.
- Numérisation grand format
- Numérisation de négatifs et de diapositives
- Numérisation standard
- Photocopie
- Impression noir et blanc
- Impression couleur
- Internet
- Bibliothèque généalogique
- Accès à des bases de données
- Accès à la bibliothèque des livres rares
- Exposition estivale enlevante
- Revue d'histoire
- Achat de livres d'auteurs nord-côtiers
- Consultation des archives

## Expositions

### 2014
L'exposition « La Côte-Nord au rythme du télégraphe » est une création originale de la Société historique de la Côte-Nord. Elle fut inaugurée le 26 juin 2014 dans les locaux de la Maison du patrimoine Napoléon-Alexandre-Comeau.
L’arrivée de la télégraphie écrit un nouveau chapitre de l’histoire nord-côtière : celui des communications. Par l’exposition « La Côte-Nord au rythme du télégraphe », les visiteurs assisteront à l’ouverture de la région au monde, à la naissance et au déclin de cette technologie. Vous pourrez expérimenter son fonctionnement et voir les traces laissées par son utilisation. Grâce à un choix de documents d’archives, de photographies et d’anecdotes intéressantes, elle vous entraînera aux débuts de la modernité sur la Côte-Nord.

### 2013
L'exposition "La Côte-Nord: une histoire d'une conquête" fut présentée du 27 mai au 15 septembre 2013. En exposition depuis 2009 au Centre d'archives régionales de la Côte-Nord, à Sept-Iles, elle exploite des documents d'archives - textes, cartes et photographies - qui redonnent vie à cette histoire aussi riche que le territoire et toujours bien ancrée dans le présent.
Avant même que Jacques Cartier ne franchisse le détroit de Belle-Isle, la Côte-Nord accueillait des hommes de divers horizons, attirés par les richesses de ses eaux et de ses terres. Cette exposition retrace l'appropriation de cet immense territoire qui s'étend de Tadoussac à Blanc-Sablon en passant par l'île d'Anticosti. Depuis les origines de l'occupation autochtone jusqu'au développement hydroélectrique, les visiteurs de cette exposition partiront à la conquête d'un « pays neuf ». Ils découvriront la vie des pionniers de la Côte-Nord et de leurs descendants, dont la destinée demeure intimement liée aux ressources du territoire : fourrures, poisson, gibier, bois et minerais.

### 2012
L'exposition « Baie-Comeau en couleurs » présentait l’œuvre artistique de Paul Provencher, pionnier de Baie-Comeau, plus connu pour son travail d’ingénieur forestier auprès de la Quebec North Shore Co. Aquarelliste et photographe de talent, Provencher se distingue par ses techniques particulières et ses paysages magnifiques. Une occasion de découvrir sa démarche artistique et une partie de la collection imposante et inédite d’aquarelles acquise par votre Société historique en 2011 qui comprend une multitude de personnages, d’animaux, de paysages d’ici ou d’ailleurs, etc. De plus, plusieurs activités reliées à l’exposition ont été organisées pour découvrir le personnage et son art. Inscrite dans le cadre de la programmation associé du 75e anniversaire de Baie-Comeau, elle était présentée du 18 mai au 15 septembre 2012.

### 2011
Pour l'été 2011, la Société historique de la Côte-Nord a présenté une exposition consacrée à Paul Provencher, un grand Baie-Comois, originaire de Trois-Rivières, qui a laissé une marque toute spéciale dans l’histoire de Manicouagan dont il a sillonné les forêts pendant de nombreuses années. Cette exposition est actuellement élaborée au Musée régional de la Côte-Nord à Sept-Îles dans le cadre d’une collaboration originale qui se poursuit depuis plusieurs années entre les deux grands organismes patrimoniaux de la région. Elle était présentée du 20 juin au 9 septembre 2011.
Une vie exceptionnelle 

Quatre aspects particuliers de la riche carrière de Provencher seront présentés lors de cette exposition estivale dont ceux de :
- L’ingénieur forestier qui a sillonné pendant des décennies les forêts de la Rivière-au-Rocher et de la Manicouagan pour en dresser les inventaires et préparer son exploitation pour alimenter la nouvelle usine de Baie-Comeau.
- Le sportif qui adorait chasser et pêcher dans l’arrière-pays et sur le littoral. Il a soigneusement annoté ses expériences dans plusieurs livres dont «Le dernier des coureurs des bois» qui fut un succès de librairie dans les années 1970.
- L’ethnologue qui fut un témoin attentif des dernières grandes migrations saisonnières traditionnelles des familles innues de Pessamit.
- Enfin, l’artiste qui maniait avec dextérité et passion les tubes de couleurs, les pinceaux et les appareils photographiques pour immortaliser les scènes et les gens de son univers d’adoption[13].

### 2009-2010
En 2009 et 2010, la Société historique de la Côte-Nord présente l’exposition « Aux portes du Labrador / At the gates of Labrador » à la Maison du patrimoine Napoléon-Alexandre-Comeau. Cette exposition bilingue est consacrée à l’histoire et à l’actualité de la péninsule du Labrador, un immense territoire nordique qui inclut aujourd’hui les deux régions voisines de la Côte-Nord et du Labrador. Le Musée régional de la Côte-Nord prends le relais en assurant son itinérance. Déjà quatre lieux ont exprimé leur désir de présenter cette exposition : le Musée régional de la Côte-Nord situé à Sept-Îles, le Centre Archéo-Topo situé aux Bergeronnes, l’Association touristique de Fermont et la corporation Développement touristique et culturel du canton de Brest de Blanc-Sablon.